# Alexander Münch
Alexander Münch (* 21. November 1900 in Dresden; † 18. Oktober 1984 ebenda) war ein deutscher Autor und Literaturwissenschaftler. Als Mitbegründer leitete er ab 1950 das Hauptmann-Archiv Radebeul.

## Leben und Wirken
Nachdem bereits am 14. November 1948 im Radebeuler Hohenhaus die Hauptmann-Gedenkstätte eröffnet worden war, bildeten Hansgerhard Weiss’ und Münchs große Sammlungen von Gerhart-Hauptmann- und Carl-Hauptmann-Werken sowie zusätzlicher Sekundärliteratur über diese beiden Schriftsteller den Grundstock für das am 6. Juni 1949 im Hohenhaus eröffnete Radebeuler Hauptmann-Archiv, das Weiss bis zu seinem Weggang nach Westdeutschland 1950 leitete.
Im Jahr 1950 übernahm Münch die Leitung des Archivs, das er zu internationaler Bekanntheit führte. Zusammen mit Rolf Rohmer gab Münch 1958 das Werk Gerhart Hauptmann: Sein Leben in Bildern heraus, eine zweite Auflage folgte 1962. Weitere vier, zum Teil überarbeitete Auflagen von Rohmer folgten bis 1987.
Münch verlegte das Hauptmann-Archiv 1961 in die Villa Steinbach im Radebeuler Stadtteil Oberlößnitz.

## Werke
- zusammen mit Rolf Rohmer: Gerhart Hauptmann: Sein Leben in Bildern. Verlag Enzyklopädie, Leipzig 1958.
- zusammen mit Rolf Rohmer: Gerhart Hauptmann: Sein Leben in Bildern. Verlag Enzyklopädie, 11.–25. Tsd., Leipzig 1962.